# Heinrich Maria Davringhausen

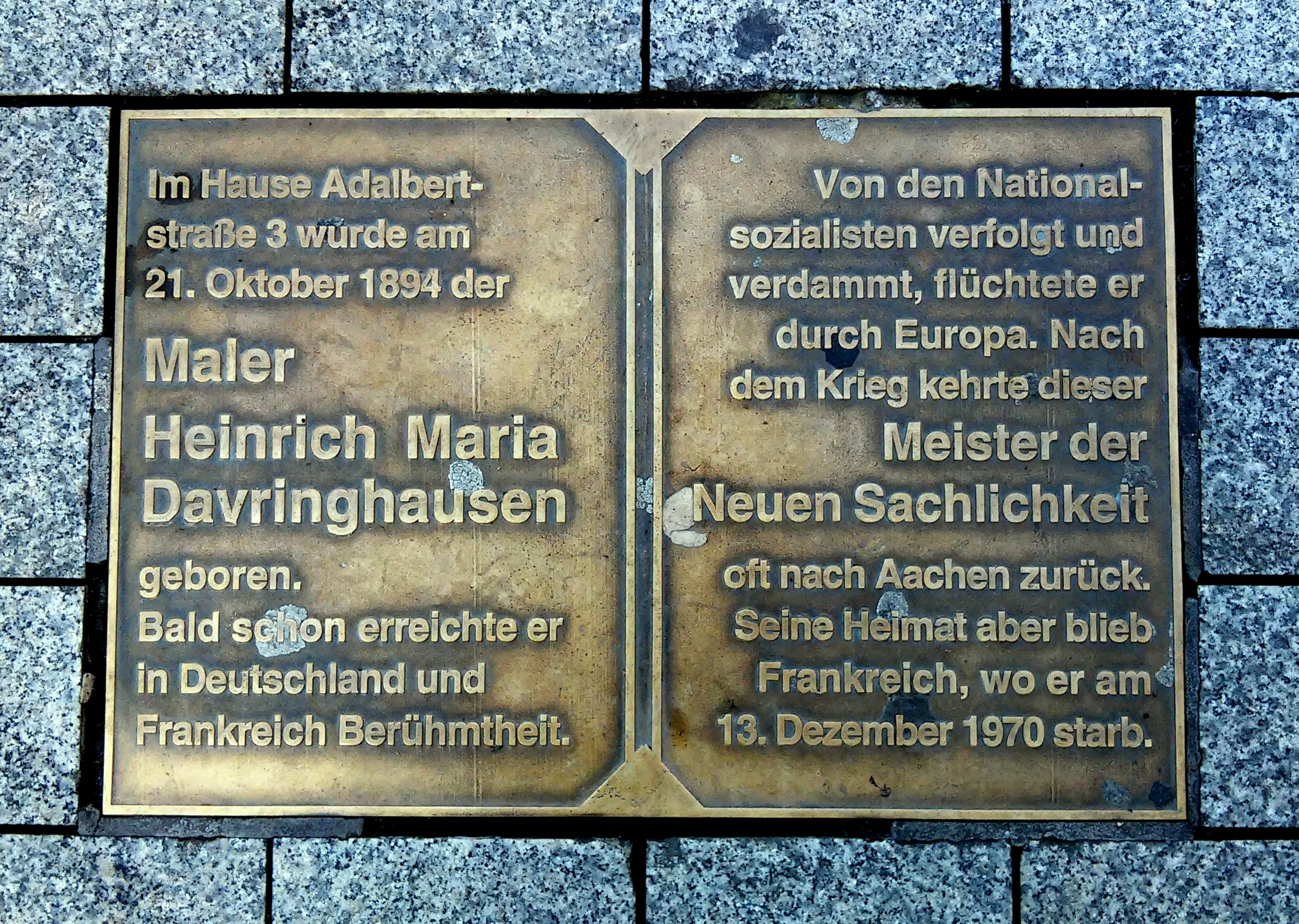
Gedenkstein für Davringhausen in der Aachener Adalbertstraße (Foto 2018)

Heinrich Maria Davringhausen, auch Henri Davring, (* 21. Oktober 1894 in Aachen; † 13. Dezember 1970 in Nizza) war ein deutscher Maler der Neuen Sachlichkeit und des Magischen Realismus.

## Leben und Werk
Nach seinem Studium 1913/1914 an der Kunstakademie Düsseldorf und Privatunterricht bei dem Maler Wilhelm Eckstein nahm Davringhausen 1914 an einer Gruppenausstellung der Galerie Flechtheim teil. In dieser Zeit wohnte er im Atelierhaus des Bildhauers Albert Pehle in Oberkassel am Drakeplatz, in welchem sich auch das Atelier Walter Ophey befand. In dasselbe Jahr fiel sein Aufenthalt in Ascona gemeinsam mit seinem Freund Carlo Mense. 1915 zog er nach Berlin um, wo sich Freundschaften mit George Grosz und den Brüdern Herzfelde ergaben.
1919 stellte er erstmals in der Münchner Galerie Hans Goltz aus und lernte dort Alexander Kanoldt kennen. In Düsseldorf trat er dem Jungen Rheinland bei. Er war Mitglied der Berliner Novembergruppe und beteiligte sich 1925 an der stil- und begriffsprägenden Ausstellung Neue Sachlichkeit in Mannheim. In München gründete er mit Carlo Mense, Alexander Kanoldt und Georg Schrimpf die Gruppe Neue Sachlichkeit. 1929 beteiligte er sich an der Jahresausstellung des Deutschen Künstlerbundes im Kölner Staatenhaus mit dem Ölgemälde Negermädchen.
1932 gründete er die ein Jahr später wiederaufgelöste avantgardistische Gruppe 32 mit Franz W. Seiwert, Heinrich Hoerle, Räderscheidt und Ludwig Egidius Ronig.
1933 floh Davringhausen mit seiner Frau, der jüdischen Unternehmertochter Lore Auerbach, ins Exil, zuerst nach Cala Rajada auf Mallorca, 1936 nach Ascona, 1939 nach Paris und schließlich nach Südfrankreich. In Deutschland wurden rund 200 seiner Arbeiten als Entartete Kunst aus öffentlichen Museen entfernt. 1937 wurde im Rahmen der deutschlandweiten konzertierten Aktion „Entartete Kunst“ aus dem Städtische Museum Aachen, dem Schlesischen Museum der Bildenden Künste Breslau, dem Staatlichen Kupferstichkabinett Dresden, dem Städelschen Kunstinstitut und Städtische Galerie Frankfurt/Main, dem Kunstverein Jena, der Staatlichen Kunsthalle Karlsruhe, dem Wallraf-Richartz-Museum Köln, der Städtischen Kunsthalle Mannheim, der Staatlichen Graphischen Sammlung München, dem Staatlichen Museum Saarbrücken, dem Stadtmuseum Ulm, der Ruhmeshalle Wuppertal-Barmen und der Städtischen Bildergalerie Wuppertal-Elberfeld Werke Davringhausens beschlagnahmt. Die meisten wurden zerstört. Drei, die 1939 zur „Verwertung“ auf dem Kunstmarkt an den Kunsthändler Bernhard A. Böhmer gegangen waren, konnten nach 1945 sichergestellt werden. Davringhausen erhielt ein Mal- und Ausstellungsverbot. 1939/1940 wurde er gemeinsam mit anderen Malern wie Max Ernst, Anton Räderscheidt und zahlreichen Schriftstellern, wie beispielsweise Lion Feuchtwanger, Walter Hasenclever und Golo Mann, im Lager von Les Milles bei Aix-en-Provence interniert, konnte aber in die Auvergne fliehen. Nach Kriegsende lebte er bis zu seinem Tod im Jahr 1970 in Cagnes-sur-Mer.
Sein Werk war seit der Emigration zunehmend von der Abstraktion geprägt. In den Jahren 1989 bis 2009 befand sich der Nachlass des Malers im Leopold-Hoesch-Museum in Düren. Diese hat in jener Zeit mehrere Ausstellungen seiner Bilder veranstaltet, vor allem jener aus den späteren Schaffensperioden, und 1995 eine Retrospektive mit den noch erhaltenen Werken der Neuen Sachlichkeit. Von Februar bis Juni 2013 zeigte das August-Macke-Haus in Bonn rund 40 Exponate aus Davringhausens früherem Schaffen. 2023 fand eine Retrospektive im Stolberger Zinkhütter Hof statt.